# Guerra d'Algeria
La guerra d'Algeria (anche guerra d'indipendenza algerina) è il conflitto che oppose tra il 1º novembre 1954 e il 19 marzo 1962 l'esercito francese e gli indipendentisti algerini guidati dal Fronte di Liberazione Nazionale (FLN, Front de Libération Nationale), che aveva rapidamente imposto la propria egemonia sulle altre formazioni politiche. Lo scontro si svolse principalmente in Algeria ma, a partire dal 1958, il FLN decise di aprire un secondo fronte in Francia, scatenando una serie di attentati.
Nel corso del conflitto, la minoranza europea d'Algeria – i pieds noirs, installati prevalentemente nelle tre grandi città di Orano, Algeri e Costantina – riuscì a imporre il ritorno di de Gaulle al potere, minacciando un colpo di Stato (maggio 1958). L'inedito successo di un movimento dagli evidenti tratti eversivi determinò il crollo della pericolante IV Repubblica e l'avvento della V Repubblica, caratterizzata da una nuova Costituzione che conferiva poteri molto estesi al Presidente. La guerra – un «episodio chiave della decolonizzazione» – fu particolarmente cruenta, con un altissimo numero di vittime, soprattutto tra i civili algerini.
L'esercito francese, memore della recente sconfitta subita nella guerra d'Indocina, mise a punto una nuova strategia: la “guerra contro-sovversiva”, caratterizzata da inedite tecniche di contro-guerriglia che facevano del controllo della popolazione la posta del conflitto. Dopo sette anni e mezzo di uno scontro senza esclusione di colpi, da una parte come dall'altra (generalizzazione della tortura, attentati, terrorismo, rappresaglie, napalm), gli algerini conquistarono l'indipendenza, che fu proclamata il 3 luglio 1962.

## Storia

### L'inizio delle ostilità e primi moti del 1954
Nelle prime ore della mattina del 1º novembre 1954, guerriglieri del FLN eseguirono molteplici attacchi organizzati in varie parti dell'Algeria contro installazioni militari, posti di polizia, magazzini e mezzi di comunicazione. Dal Cairo, il FLN emise via radio un comunicato in cui esortava il "popolo algerino" e i "militanti della causa nazionale" ad insorgere per la "restaurazione dello Stato algerino, sovrano, democratico e sociale, all'interno dei principi dell'Islam, e per il rispetto di tutte le libertà fondamentali senza distinzioni di razza e di religione".
Il Ministro dell'interno francese, l'allora trentasettenne François Mitterrand, affermò che "la ribellione algerina può trovare un'unica forma terminale: la guerra". Toccò al primo ministro francese Pierre Mendès-France, che solo pochi mesi prima aveva portato a termine lo sganciamento della Francia dalle colonie dell'Indocina, stabilire il corso della politica francese per i cinque anni seguenti.
Il 12 novembre Mendès-France prese la parola all'Assemblea Nazionale e dichiarò che "non si può giungere a compromessi quando si tratta di difendere la pace interna della nazione, l'unità e integrità della Repubblica. I dipartimenti algerini sono parte della Repubblica Francese. Sono francesi da lungo tempo e sono irrevocabilmente francesi (...), tra loro e la Francia metropolitana non è concepibile alcuna secessione".

### L'insurrezione del 20 agosto 1955
Un importante spartiacque nella guerra fu l'insurrezione organizzata dal FLN nell'agosto 1955 nel nord-est dell'Algeria, nel quadrilatero compreso tra le città di Collo, Philippeville, Guelma e Costantina. Se la ragione principale dell'azione era di alleggerire la pressione sulla zona delle Aurès (sud-est), dove si concentrava il grosso delle truppe francesi, non meno importante era la sua dimensione politica: l'azione è infatti organizzata per il 20 agosto, secondo anniversario della deposizione del sultano del Marocco (Mohammed V) da parte dei francesi. Si trattava insomma di dimostrare alla Francia e alla comunità internazionale il carattere popolare della lotta nazionalista e allo stesso tempo di inscrivere la resistenza algerina nel contesto delle lotte di decolonizzazione che attraversavano l'Africa e il mondo.

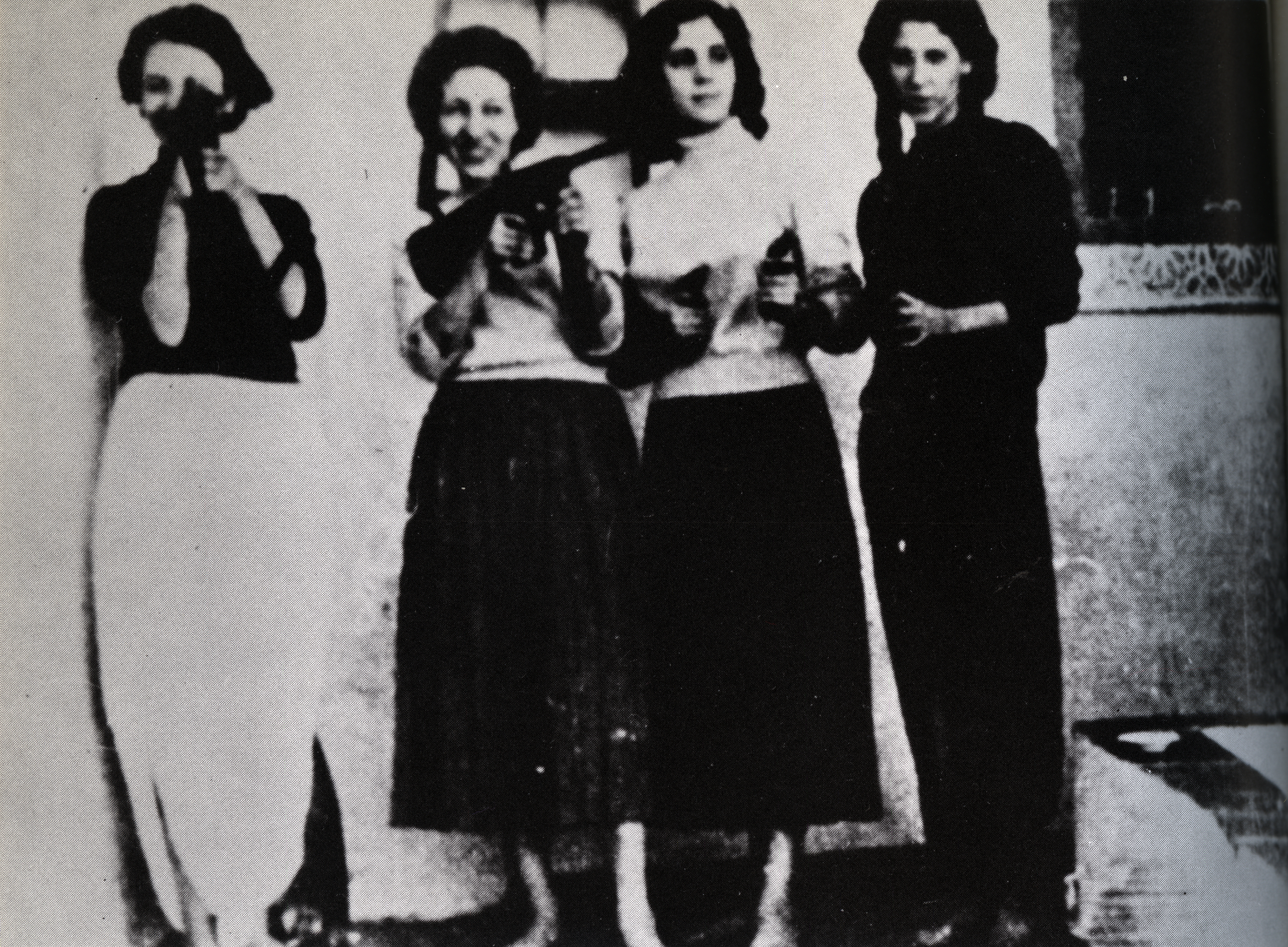
Militanti armate della resistenza algerina: da sinistra, Samia Lakhdari, Zohra Drif, Djamila Bouhired e Hassiba Ben Bouali

Benché gli obiettivi indicati da Zighoud Youcef, comandante FLN della regione di Costantina, fossero militari e politici, in alcuni dei 28 centri abitati toccati dall'insurrezione furono uccisi anche dei civili. Nella località di El Alia la situazione volse al massacro: i civili assassinati furono 34 (tra cui anziani, donne e bambini). Nel complesso della regione di Costantina, l'insurrezione causò la morte di 123 persone: 71 civili europei, 31 militari e 21 algerini; i feriti, secondo le statistiche del governatore generale, furono 51 tra gli europei e 47 tra gli algerini. Seguì una repressione brutale e indiscriminata da parte dell'esercito francese. Il governo affermò di aver ucciso 1273 "banditi" (hors-la-loi), mentre secondo il FLN furono in 12000 algerini, per la stragrande maggioranza civili, a cadere vittima delle forze armate, della polizia e di gruppi di coloni autorganizzatisi in milizie. Recentemente la storica Claire Mauss-Copeaux ha avanzato la cifra di 7500 morti.
Dopo l'insurrezione della regione di Costantina, Soustelle proclamò misure più dure e la guerra si fece totale.. Nel 1956 le dimostrazioni dei coloni francesi obbligarono il governo francese ad accantonare ogni idea di riforme. Il successore di Soustelle, il socialista Robert Lacoste, sciolse l'Assemblea Algerina, in quanto quest'ultima, dominata dai pieds-noirs, veniva da lui considerata un ostacolo alla propria amministrazione, che da quel momento avvenne per decreto.
Lacoste favorì le operazioni militari francesi e garantì all'esercito poteri di polizia eccezionali - una concessione di dubbia legalità in base alla legge francese - per contrastare la crescente violenza politica. Allo stesso tempo, Lacoste propose una nuova struttura amministrativa che avrebbe dato all'Algeria un certo grado di autonomia e un governo decentrato. Pur rimanendo parte integrante della Francia, l'Algeria sarebbe quindi stata suddivisa in cinque distretti, ciascuno dei quali dotato di un'assemblea territoriale eletta dal popolo. I deputati dei coloni riuscirono però a ritardare fino al 1958 l'approdo della proposta all'Assemblea Nazionale di Francia.

### Il "Congresso della Soummam" e l'intervento francese
Il 20 agosto del 1956 a Ifri-Ouzellaguen, in una piccola abitazione berbera nella valle della Soummam, nel dipartimento di Bugia (Béjaïa), si tenne il "Congresso della Soummam", dove si discussero e si posero le basi del futuro Stato algerino. Il testo che ne uscì costituisce la cosiddetta "Piattaforma della Soummam", fortemente ispirata dal pensiero politico di Abane Ramdane. Dal punto di vista organizzativo, la leadership interna del FLN decise di istituire un direttorio per sincronizzare le attività politiche e militari del movimento. La massima autorità del FLN fu eletta all'interno del Consiglio Nazionale della Rivoluzione Algerina (CNRA, Conseil National de la Révolution Algérienne), del quale il Comitato di Coordinamento e di Esecuzione (CCE, Comité de Coordination et d'Exécution), di cinque membri, costituiva l'esecutivo. Gli esterni, tra cui Ben Bella, erano al corrente della conferenza in corso ma non vi parteciparono.
Nell'ottobre 1956 l'aereo della Air Maroc che trasportava da Rabat a Tunisi quattro capi storici del FLN, venne intercettato, dirottato e costretto ad atterrare ad Algeri. Ahmed Ben Bella, Mohammed Boudiaf, Mohamed Khider e Hocine Aït Ahmed vennero arrestati e rimasero prigionieri fino alla fine del conflitto. Quest'azione indusse i leader ribelli rimasti ad un atteggiamento ancora più duro. La Francia vedeva in modo apertamente ostile l'assistenza materiale e politica prestata dal presidente egiziano Gamal Abd el-Nasser al FLN, fattore che alcuni analisti francesi ritenevano decisivo per il sostentamento dell'attività degli insorti algerini. Questa fu una delle ragioni che spinsero la Francia a partecipare, nel novembre del 1956, al tentativo britannico di impossessarsi del canale di Suez durante la crisi di Suez. Per la fine di quell'anno la Francia aveva inviato più di 400000 uomini in Algeria. Sebbene le unità aerotrasportate (paras) e la Legione Straniera fossero di gran lunga i reparti più efficaci e quindi godessero di grande notorietà, circa 170000 uomini delle truppe regolari francesi in Algeria erano costituite da reparti algerini, la maggioranza di essi volontari. La Francia inviò anche unità aeree e navali nel teatro degli scontri.

### La battaglia di Algeri e lo sciopero del 1957

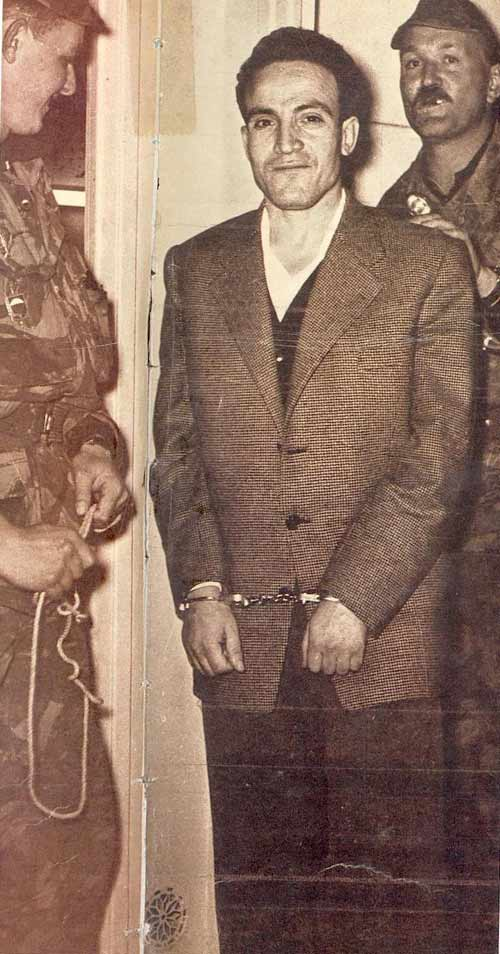
La cattura di Larbi Ben M'hidi (23 febbraio 1957)

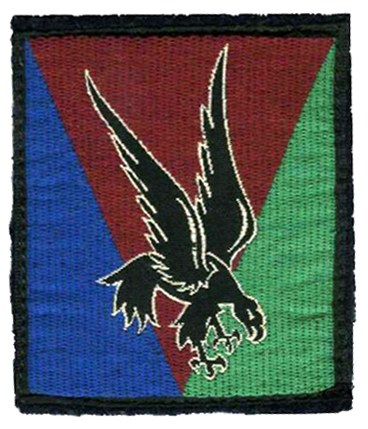
Lo stemma della 10e division parachutiste

Intanto la più notevole manifestazione della nuova guerriglia urbana fu la battaglia di Algeri, che iniziò il 30 settembre 1956 quando tre donne piazzarono delle bombe in tre luoghi diversi della città frequentati dai coloni francesi, tra cui l'ufficio centrale dell'Air France. Robert Lacoste, ministro residente e governatore generale dell'Algeria, utilizzando i poteri speciali adottati nella Assemblea Nazionale nel marzo 1956 diede ordine al generale Massu di utilizzare ogni mezzo e l'8 gennaio 1957 Massu fece entrare in città i 7000 paracadutisti della sua 10ª divisione e proclamò la legge marziale. Il vicecomandante Roger Trinquier, con l'aiuto della divisione paracadutisti creò il DPU (Dispositif de Protection Urbain), fermando lo sciopero e distrusse sistematicamente le infrastrutture del FLN.
Dal punto di vista militare l'azione ebbe successo, costringendo i suoi leader a lasciare Algeri o eseguendo l'arresto dei suoi membri chiave. La notizia che per vincere la battaglia di Algeri l'esercito avesse operato con metodi brutali, tra cui il ricorso alla tortura, ebbe così una vasta eco internazionale e pose in questione la stessa presenza francese in Algeria: la repressione della ribellione di una parte della popolazione algerina diventò di fatto l'ultimo episodio di una guerra coloniale.
Per aumentare l'interesse internazionale e francese sulla sua lotta, il Fronte di Liberazione Nazionale decise di estendere il conflitto alle città e di proclamare uno sciopero generale nazionale; il 28 gennaio 1957, fatto coincidere col dibattito sull'Algeria alle Nazioni Unite, fu imposto ai lavoratori e alle imprese musulmane. Durante la primavera di quell'anno l'ALN, l'organizzazione clandestina paramilitare dell'FLN, diede luogo ad una media di 800 tra sparatorie e bombardamenti al mese, causando numerose vittime civili e provocando una durissima reazione da parte delle autorità, infatti le truppe francesi agirono contro villaggi sospettati di offrire rifugio ai ribelli attaccandoli con truppe mobili e attacchi aerei e deportarono forzatamente circa 2 milioni di algerini dalle zone più influenzate dalla guerriglia a zone sotto il controllo del governo. Si ebbero infine pesanti ripercussioni politiche: alcuni alti ufficiali si rifiutarono di mettere in atto questi metodi e si dimisero, come il generale Jacques Pâris de Bollardière e il Segretario generale della polizia di Algeri, Paul Teitgen.

### La repressione e le rappresaglie francesi
Durante il 1957, il supporto del FLN subì un certo indebolimento con l'allargarsi della spaccatura tra gli interni e gli esterni. Per arrestare il fenomeno, il FLN allargò il proprio comitato esecutivo fino ad includere Abbas, così come arrestò leader politici come Ben Bella. Il Fronte di Liberazione Nazionale convinse anche alcuni stati arabi e comunisti delle Nazioni Unite ad esercitare pressioni diplomatiche sul governo francese per negoziare un cessate il fuoco. L'intellettuale francese Albert Camus, nato in Algeria, cercò invano di persuadere entrambe le parti a lasciare per lo meno i civili da parte, ma fu ritenuto un pazzo dal FLN e fu giudicato traditore dalla maggioranza dei pieds-noirs.
L'esercito francese assunse un ruolo importante nell'amministrazione locale algerina mediante la Sezione Amministrativa Specializzata (SAS, Section Administrative Spécialisée). La SAS aveva come missione il ristabilimento dei contatti con la popolazione musulmana e l'indebolimento dell'influenza dei nazionalisti nelle aree rurali sostenendo la presenza francese in loco. Ufficiali della Sezione Amministrativa Specializzata, chiamati képis bleus (kèpi blu), reclutarono e addestrarono bande di irregolari lealisti musulmani, noti come harkis. Armati con fucili e avvezzi a tattiche di guerriglia analoghe a quelle dell'ALN, gli harkis, che alla fine superavano le 150000 unità, furono utilizzati come unità specializzate in controguerriglia.
Nel tardo 1957 il generale Raoul Salan, comandante dell'esercito francese in Algeria, introdusse una suddivisione del paese in settori permanentemente guarniti da truppe responsabili della repressione delle operazioni ribelli nel territorio loro assegnato. La tattica di Salan ridusse drasticamente gli atti di terrorismo del FLN, ma costrinse un grande numero di soldati a prestare una difesa locale. Salan istituì inoltre un sistema di barriere massicciamente pattugliate per limitare le infiltrazioni dalla Tunisia e dal Marocco: la più famosa di queste fu la "linea Morice", che costituiva un insieme di reti elettrificate, filo spinato e mine per una lunghezza di 320 km lungo il confine tunisino.
Le forze armate francesi applicarono spietatamente il principio della responsabilità collettiva ai paesi sospettati di ospitare, rifornire o collaborare con la guerriglia in qualunque modo. I villaggi che non erano raggiungibili dalle unità mobili furono soggetti a bombardamenti aerei. I francesi diedero inoltre avvio ad un programma per concentrare gran parte della popolazione rurale, compresi interi villaggi, in appositi campi sotto sorveglianza militare per impedire la collaborazione coi ribelli o - secondo i comunicati ufficiali - per proteggerli dalle estorsioni del FLN. Nei tre anni in cui fu attuato il programma di sfollamento (1957-1960) oltre 2 milioni di algerini vennero sradicati dai loro paesi d'origine, principalmente nelle aree di montagna e sistemati nelle aree pianeggianti, dove molti faticarono a ricostruire le proprie abitudini di vita economica e sociale.
La conseguenza fu che centinaia di villaggi situati in zone desertiche vennero devastati e in centinaia di altri vennero distrutti campi e frutteti. Questi trasferimenti di popolazione non ebbero un grande effetto strategico per l'esito della guerra, ma le dirompenti conseguenze sociali ed economiche di questa drastica operazione si sarebbero fatte sentire per una generazione. Verso la fine del 1958 le forze francesi cambiarono strategia orientandosi maggiormente verso missioni offensive contro le roccaforti dell'ALN. Nel corso dell'anno seguente il successore di Salan, il generale Maurice Challe, parve aver domato la resistenza dei ribelli. Ma gli sviluppi politici avevano già superato i successi militari francesi.

### Le rivolte del dicembre 1960
Nel dicembre 1960, dopo sei anni dall'inizio del conflitto, diverse città algerine tra cui Algeri, Costantina, Orano e Annaba furono teatro di manifestazioni spontanee, spesso composte da tanti anziani, donne e bambini. In provenienza dai quartieri popolari e dalle baraccopoli, i manifestanti invasero i quartieri europei al grido di "Algeria algerina!". Le manifestazioni coincisero con la venuta in Algeria di Charles de Gaulle e con la discussione dell'Assemblea generale delle Nazioni Unite sulla "questione algerina" e della Dichiarazione per la garanzia dell'indipendenza dei Paesi e dei popoli coloniali.

### Il colpo di Stato del 1961, gli accordi di Évian e la fine
Nel gennaio 1961 un referendum organizzato nella capitale algerina ebbe come esito una maggioranza a favore dell'autodeterminazione dell'Algeria; in seguito ad esso il governo francese iniziò segretamente delle negoziazioni col governo provvisorio di Abbas. Quando nel mese di aprile venne comunicato un imminente incontro franco-algerino, una parte delle sfere militari in Algeria si sentì tradita da de Gaulle dopo sette anni di dura lotta contro i fautori dell'indipendenza. Un gruppo di generali francesi (Raoul Salan, Maurice Challe, Edmond Jouhaud e André Zeller) contrario ai progetti di indipendenza per l'Algeria si mise quindi ad organizzare un colpo di Stato.
Nella notte tra il 21 ed il 22 aprile 1961 i generali presero possesso con le loro truppe dell'aeroporto, del municipio e del governatorato generale. Nel giro di tre ore tutti i punti chiave della città erano nelle mani dei golpisti. Il colpo di Stato fu reso noto alla cittadinanza alle 7 di mattina, quando alla radio venne comunicato che "l'esercito ha preso il controllo dell'Algeria e del Sahara". Il giorno seguente il presidente de Gaulle comunicò in televisione che "un potere insurrezionale si è installato in Algeria in seguito ad un pronunciamento militare... vieto ad ogni francese e, soprattutto, ad ogni soldato di eseguire alcuno dei loro ordini". L'accorato appello di de Gaulle ebbe effetto e il colpo di Stato fallì nei giorni successivi. Il 26 si ritirarono a 30 chilometri d'Algeri e si arresero. 220 ufficiali furono estromessi dal comando e 114 arrestati, molti di loro aderirono poi all'Organisation armée secrète (OAS). Alla fine di settembre 1961 si contavano più di 1000 attentati firmati dall'OAS, con 15 morti e 144 feriti.
Il "putsch dei generali" costituì il punto di svolta nell'atteggiamento ufficiale verso la guerra d'Algeria. De Gaulle aveva voltato le spalle ai coloni francesi e l'esercito, che aveva perso prestigio in seguito al putsch, avrebbe mantenuto un profilo politico basso per tutto il resto del conflitto. I negoziati col Fronte di Liberazione Nazionale vennero riaperti nella città francese di Évian-les-Bains nel maggio 1961. Dopo numerose false partenze il governo francese decretò infine che un cessate il fuoco avrebbe avuto effetto dal 19 marzo 1962. Le violenze si moltiplicarono nel febbraio del 1962 e poi al momento della firma degli accordi per il cessate il fuoco (18 marzo 1962): il 13 marzo l'OAS cercò di organizzare l'insurrezione dei coloni francesi dal quartiere europeo di Bab El-Mandeb, e la repressione costò più di 20 morti. Altri morti vi furono il 26 marzo, in una manifestazione di sostegno alla protesta dei pieds-noirs.
Nella loro forma definitiva, gli accordi di Évian garantirono ai coloni uguale protezione legale rispetto agli altri algerini per un periodo di tre anni. Questi diritti includevano il rispetto della proprietà, la partecipazione alla vita pubblica e un largo elenco di diritti civili e culturali. Alla fine di tale periodo tutti i residenti in Algeria sarebbero però stati obbligati a diventare cittadini algerini o ad essere classificati come stranieri, con la conseguente decadenza dai diritti. Gli elettori francesi approvarono gli accordi di Évian con una maggioranza del 91% in un referendum tenuto nel giugno 1962.
Durante i tre mesi che trascorsero tra il cessate il fuoco e il referendum sul futuro dell'Algeria, l'Organisation armée secrète tentò di provocare una rottura della tregua ottenuta dal FLN e avviò una nuova, indiscriminata campagna terroristica senza precedenti.
Intanto a partire dal marzo 1962, più di 350000 coloni francesi abbandonarono l'Algeria. Di fronte alla scelta tra rimanere in Algeria come cittadini algerini o intraprendere la via dell'esodo, nel giro di un anno 1.400000 rifugiati, ossia la stragrande maggioranza dei pieds-noirs, nonché l'intera comunità ebraica e alcuni musulmani filofrancesi, gli "harkis", si riversarono in Francia: una parte consistente fu insediata in Corsica nella piana orientale. Alla fine anche l'OAS, falliti i propri obiettivi, stipulò una tregua col FLN il 17 giugno 1962.
Il 1º luglio del 1962 circa 6 milioni di elettori algerini, su un totale di 6,5 milioni, andarono alle urne per il referendum sull'indipendenza. Il voto fu quasi unanime e de Gaulle proclamò l'Algeria indipendente il 3 luglio. Il Governo provvisorio della Repubblica algerina tuttavia fissò il 5 luglio, 132º anniversario della presa di Algeri da parte delle truppe francesi, come festa nazionale dell'indipendenza.

## L'analisi del conflitto
Dalle sue origini nel 1954 come gruppo di un centinaio di guerriglieri mal equipaggiati con un assortimento di vecchi fucili da caccia ed armi leggere, l'Armata di Liberazione Nazionale fece in pochi anni un notevole salto di qualità: già nel 1957 si era ben organizzata come forza di combattimento di quasi 40000 uomini. Più di 30000 uomini furono arruolati in unità esterne in Marocco e Tunisia lungo il confine algerino ed adoperati con lo scopo primario di effettuare azioni diversive per allontanare truppe francesi dai principali teatri dell'attività di guerriglia; ad essi si aggiunsero migliaia di combattenti estemporanei.
Durante il 1956 ed il 1957, l'ALN mise in pratica con successo la tattica della guerriglia, specializzandosi in imboscate e raid notturni per evitare il confronto diretto col fuoco francese. Con questo sistema, grazie anche alla copertura presso parte della popolazione rurale, le forze ribelli attaccarono pattuglie dell'esercito, accampamenti militari e posti di polizia, nonché fattorie di coloni, miniere e stabilimenti, così come mezzi di trasporto e infrastrutture di comunicazione. Il ricorso a rapimenti, uccisioni e mutilazioni nei confronti di militari e coloni francesi, sospetti collaborazionisti e traditori divenne sempre più diffuso. Inizialmente le forze rivoluzionarie attaccarono solo ufficiali musulmani compromessi col regime coloniale, mentre in seguito cooptarono o uccisero quei civili che semplicemente si rifiutavano di collaborare con loro. Durante il primo biennio del conflitto, i guerriglieri uccisero circa 6000 musulmani e 1000 non musulmani.
Pur essendo riuscita con successo a creare un'atmosfera di terrore e incertezza presso ambedue le comunità in Algeria, la tattica coercitiva dei rivoluzionari dimostrò che questi ultimi non erano ancora riusciti a provocare nelle masse della popolazione musulmana un sufficiente spirito di ribellione contro il potere coloniale francese. Gradualmente tuttavia FLN e ALN raggiunsero il controllo di certi settori della regione dell'Aurès, la Cabilia e altre regioni montagnose intorno a Costantina e a sud di Algeri e Orano. In questi luoghi, l'ALN istituì una semplice quanto efficace - seppur spesso temporanea - amministrazione militare capace di raccogliere tasse e cibo e di reclutare nuove forze. Nel frattempo, molti musulmani in tutta la nazione iniziarono a formare clandestinamente organizzazioni sociali, civili e giudiziarie, con ciò creando gradualmente l'assetto del nuovo stato.
La perdita di comandanti competenti sia sul campo di battaglia sia a causa di defezioni e purghe creò difficoltà al FLN. Un altro fattore di debolezza fu la lotta per il potere nei primi anni della guerra, che divise la leadership nelle singole wilayat (province algerine), soprattutto nell'Aurès. Alcuni ufficiali crearono addirittura propri feudi personali, utilizzando unità sotto il proprio comando per risolvere conti in sospeso o per farsi vendetta privata contro militari rivali all'interno dell'ALN. Nonostante queste lotte tra fazioni fossero note e sfruttate dallo spionaggio francese, le stesse non impedirono materialmente l'effettività globale delle azioni militari dell'ALN.

## Il ruolo dei movimenti indipendentisti
L'insurrezione del Fronte di Liberazione Nazionale pose ai gruppi nazionalisti la questione se adottare la rivolta armata come principale modalità d'azione. Durante i primi anni di guerra l'Unione Democratica del Manifesto Algerino (UDMA, "Union Démocratique du Manifeste Algérien") di Ferhat Abbas, gli ʿulamāʾ e il Partito Comunista Algerino (PCA, Parti communiste algérien) mantennero un'amichevole neutralità nei confronti del FLN. I comunisti, che inizialmente non avevano fatto alcuna mossa per cooperare alla rivolta, tentarono in seguito di infiltrarsi nel FLN, ma il loro sostegno venne pubblicamente ripudiato dai leader del FLN. Nel 1956 Abbas volò a il Cairo, dove aderì formalmente al FLN; tale mossa arricchì il Fronte di Liberazione Nazionale di nuove adesioni provenienti dal vecchio movimento di Abbas.

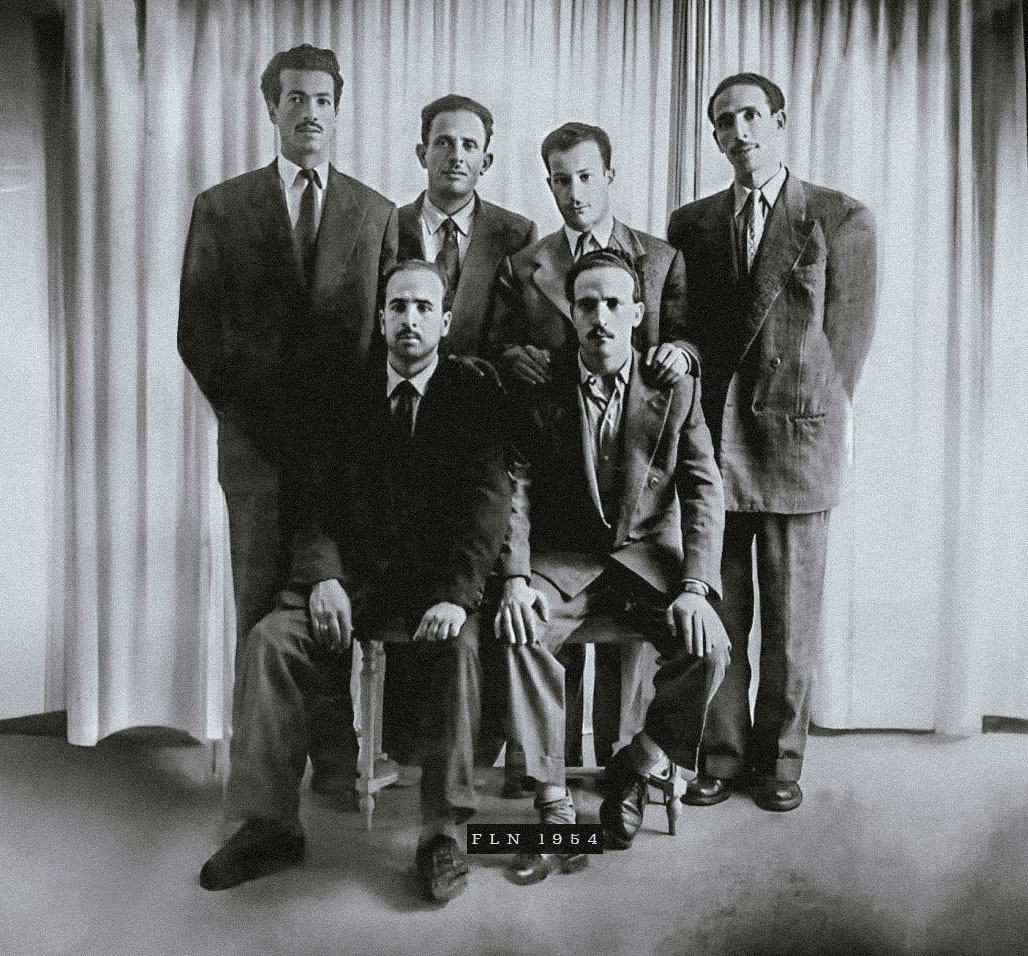
I sei “capi storici” della lotta di Liberazione fotografati prima dell'avvio dell'insurrezione. In piedi, da sinistra verso destra: Rabah Bitat, Mostefa Ben Boulaïd, Didouche Mourad e Mohamed Boudiaf. Seduti: Krim Belkacem e Larbi Ben M'hidi

La resistenza algerina fu subito fiaccata al suo interno dalle divisioni politiche tra i vari gruppi antifrancesi. Messali Hadj formò il Movimento Nazionale Algerino (MNA, Mouvement National Algérien) con analoghi scopi di rivoluzione violenta e indipendenza totale, ma a differenza del FLN era di ispirazione di sinistra. Il MNA fu ben presto emarginato dall'ala militarista del FLN, l'Armata di Liberazione Nazionale (ALN, Armée de Libération Nationale), ma poté ottenere il supporto della maggioranza dei lavoratori algerini in Francia attraverso i relativi sindacati. Il FLN creò tuttavia una forte organizzazione in Francia per combattere il MNA: durante gli anni della guerra d'Algeria le faide tra i due gruppi ribelli provocarono quasi 5000 morti in Francia, spesso con la tecnica degli attentati nelle caffetterie.
Dal punto di vista politico il FLN fece di tutto per persuadere - talvolta forzare - le masse algerine a sostenere la causa dell'indipendenza. Sindacati, associazioni professionali, organizzazioni studentesche e femminili vicine al FLN furono fondate per avvicinare vari segmenti della popolazione. Frantz Fanon, uno psichiatra originario della Martinica che era diventato il principale teorico politico del FLN, espose una sofisticata giustificazione intellettuale per l'uso della violenza al fine di ottenere la liberazione nazionale. Dal Cairo, Ahmed Ben Bella ordinò di liquidare i cosiddetti interlocuteurs valables, ossia quei rappresentanti indipendenti della comunità musulmana accettati dai francesi, attraverso i quali si sarebbe potuti giungere a compromessi o riforme all'interno del sistema.
Man mano che la campagna del FLN si diffuse per le campagne, molti coloni francesi dell'interno (i pieds-noirs) vendettero le loro proprietà e cercarono rifugio ad Algeri, dove si fecero sempre più forti le richieste di dure contromisure, tra cui la proclamazione dello stato di emergenza, la pena capitale per crimini politici e la denuncia di tutti i separatisti. Unità di vigilantes, sguinzagliate illegalmente dai coloni con la passiva complicità della polizia francese, furono incaricate di effettuare "cacce al topo" (ratonnades, che in questa accezione dispregiativa erano sinonimo di uccisione di arabi algerini) contro sospetti membri del FLN.
Nel 1955 gruppi di azione politica all'interno della comunità dei coloni francesi riuscirono ad intimidire il governatore generale inviato da Parigi per risolvere il conflitto. Un grande successo fu la conversione di Jacques Soustelle, che arrivò in Algeria come governatore generale nel gennaio 1955 con la ferma determinazione di ristabilire la pace. Soustelle, già di sinistra ma poi convertitosi al gollismo, iniziò un ambizioso programma di riforme (il "Piano Soustelle"), destinato a migliorare le condizioni economiche della popolazione musulmana.

## Le conseguenze politiche in Francia

### Il "Comitato di Salvezza Pubblica"
Le ricorrenti crisi di governo in Francia spostarono l'attenzione dell'opinione pubblica sull'intrinseca instabilità della Quarta Repubblica e aumentarono l'apprensione delle forze armate e dei coloni che la sicurezza dell'Algeria era minata dalla politica dei partiti. I comandanti dell'esercito si irritarono per quello che ritenevano un sostegno governativo inadeguato e incompetente agli sforzi militari di sedare la ribellione: negli ambienti militari era diffuso il timore che dopo l'Indocina (1954) si stesse avvicinando un'altra débacle e che il governo avrebbe ordinato un altro ritiro precipitoso, con ciò sacrificando l'onore della Francia alla convenienza politica. Molti videro nell'anziano generale de Gaulle, che non ricopriva cariche pubbliche dal 1946, l'unica figura carismatica capace di incoraggiare la nazione e di indirizzare il governo francese.
Dopo il suo mandato da governatore generale, Soustelle aveva fatto ritorno in Francia per organizzare il supporto al ritorno di de Gaulle al potere, mantenendo al contempo stretti legami con l'esercito e i coloni. Nei primi mesi del 1958 Soustelle organizzò un colpo di Stato, riunendo ufficiali dissidenti dell'esercito, coloni e simpatizzanti gollisti: una giunta armata comandata dal generale Massu prese il potere ad Algeri nella notte del 13 maggio. Il generale Salan assunse il comando di un Comitato di Salvezza Pubblica, formato per rimpiazzare l'autorità civile, e sostenne le richieste della giunta militare affinché il presidente francese René Coty domandasse al generale de Gaulle di formare un governo di unione nazionale investito di poteri straordinari per prevenire "l'abbandono dell'Algeria".
Il 24 maggio, paracadutisti francesi dall'Algeria atterrarono in Corsica, prendendo possesso dell'isola senza spargimenti di sangue in seguito alla cosiddetta "Opération Corse". Subito dopo in Algeria venne dato avvio ai preparativi per l'"Opération Résurrection", che aveva come obiettivo la presa di Parigi e la rimozione del governo francese. L'operazione sarebbe scattata in tre ipotesi: se de Gaulle non fosse stato nominato capo del governo dal Parlamento, se lo stesso de Gaulle avesse chiesto assistenza militare per salire al potere, oppure se forze comuniste avessero tentato da parte loro di prendere il potere in Francia.
La candidatura di de Gaulle venne approvata dal parlamento francese il 29 maggio, quindici ore prima del previsto avvio dell'operazione. Ciò evidenzia che nel 1958 la Quarta Repubblica francese non godeva più dell'appoggio dell'esercito in Algeria, e che anzi era alla mercé di quest'ultimo anche in questioni politiche civili. Questo spostamento decisivo dell'equilibrio tra poteri civili e militari nella Francia del 1958 così come la minaccia dell'uso della forza furono i fattori determinanti del ritorno di de Gaulle al potere.

### La strategia di De Gaulle
Numerose persone, cittadini francesi e non, salutarono il ritorno al potere di de Gaulle come la svolta necessaria per terminare le ostilità. In occasione della sua visita in Algeria del 4 giugno, il presidente si rivolse con un trascinante quanto intenzionalmente ambiguo appello a tutti gli abitanti, dichiarando "Je vous ai compris" ("vi ho capiti"). Charles de Gaulle ravvivò le speranze dei coloni e dei militari, disaffezionati dalle indecisioni dei precedenti governi, con la sua esclamazione "Vive l'Algérie française" alle folle urlanti a Mostaganem.

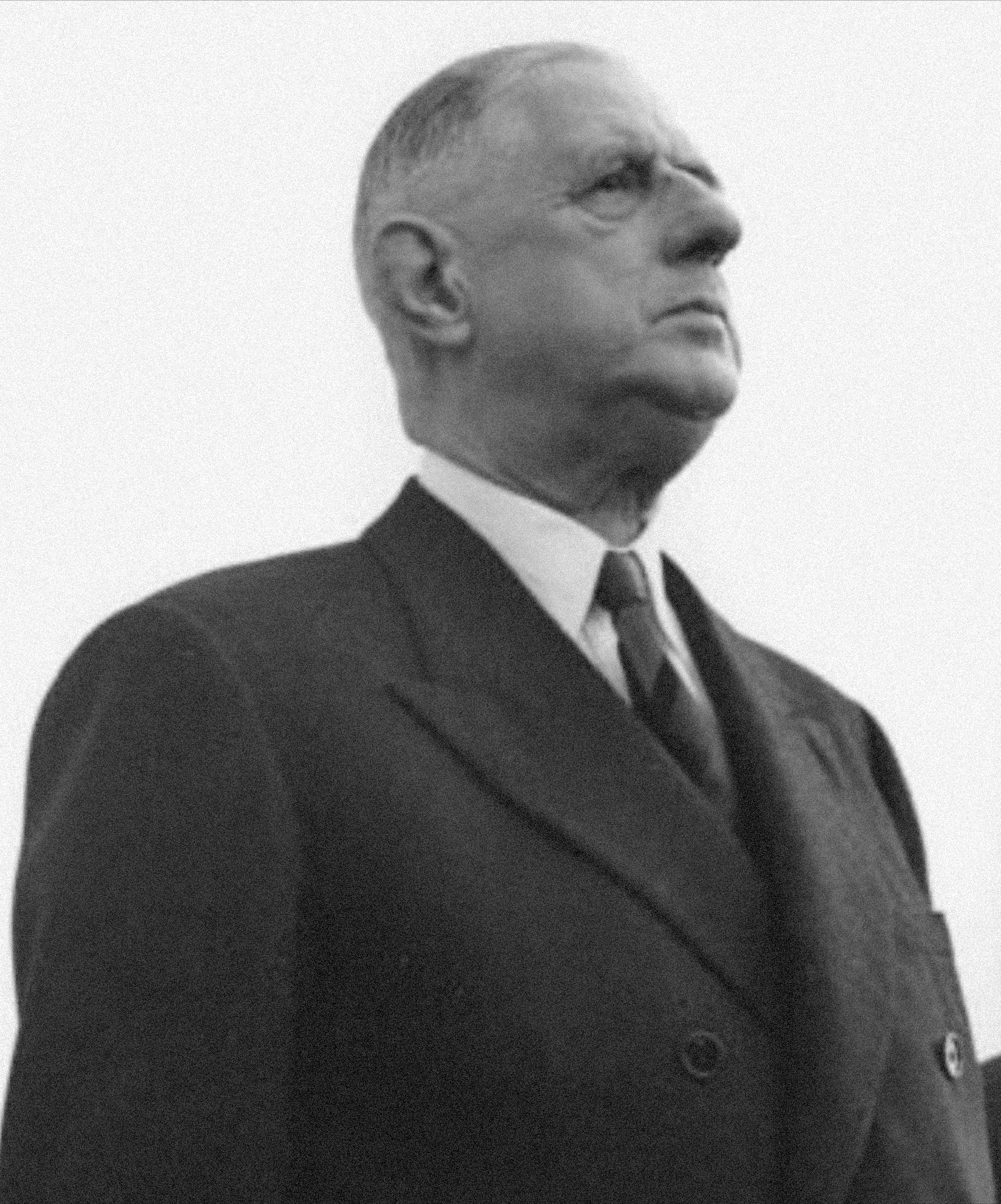
Il generale Charles de Gaulle nel 1961

Allo stesso tempo propose riforme economiche, sociali e politiche per migliorare la situazione degli arabi algerini, anche se lo stesso de Gaulle avrebbe in seguito ammesso che all'epoca nutriva al contrario un forte pessimismo sull'esito della situazione algerina. Nel frattempo si mise a cercare una "terza forza" tra la popolazione algerina, intermedia tra gli estremismi del FLN e dei coloni, con cui poter giungere ad una soluzione della questione.
Charles de Gaulle nominò immediatamente un comitato incaricato di redigere la bozza di una nuova costituzione per la ventura Quinta Repubblica francese. La nuova carta costituzionale (che sarebbe stata proclamata nei primi mesi dell'anno seguente) conteneva già un'importante concessione: in base ad essa l'Algeria sarebbe stata non più parte integrante, bensì territorio associato alla Francia. Tutti i musulmani, incluse le donne, vennero registrati negli elenchi elettorali per partecipare ad un referendum sulla nuova costituzione, da tenersi nel settembre 1958.
L'iniziativa di de Gaulle minacciava il FLN con la prospettiva di perdere il sostegno da parte di quella (crescente) parte della popolazione musulmana che era stanca della guerra e che non aveva mai dimostrato se non un tiepido convincimento per un'Algeria totalmente indipendente. Come reazione, il FLN instaurò il Governo provvisorio della Repubblica algerina (GPRA, Gouvernement provisoire de la République algérienne), una sorta di governo in esilio retto da Abbas e con base a Tunisi. Prima del referendum, Abbas esercitò pressioni affinché il GPRA fosse internazionalmente riconosciuto, ottenendo ben presto non solo il riconoscimento da parte del Marocco, della Tunisia e di numerosi altri paesi arabi, ma anche da stati asiatici, africani, dell'Europa orientale e dall'Unione Sovietica.
Nel mese di agosto del 1958 dei commando dell'ALN commisero numerosi atti di sabotaggio in Francia, mentre il Fronte di Liberazione Nazionale instaurò una disperata campagna di terrore sul suolo algerino, al fine di intimidire i musulmani e di boicottare il referendum. Nonostante le minacce di rappresaglia tuttavia l'80% dell'elettorato musulmano si presentò al voto approvando massicciamente (96%) la bozza di costituzione. Nel febbraio del 1959, de Gaulle venne eletto presidente della nuova Quinta Repubblica francese, poco dopo visitò la città di Costantina in ottobre per annunciare il suo programma di cessazione della guerra e di creazione di uno stretto legame dello Stato africano con la Francia. L'appello del generale ai leader ribelli di cessare le ostilità e di partecipare alle elezioni fu disatteso con un deciso rifiuto. "Il problema di un cessate il fuoco in Algeria non è semplicemente un problema militare," disse il presidente del GPRA Abbas. "È essenzialmente politico, e le negoziazioni devono riguardare l'intera questione algerina".
Nel contempo vennero interrotte le negoziazioni segrete che si susseguivano da tempo. Nel biennio 1958-1959 l'esercito francese raggiunse il controllo militare dell'Algeria e si avvicinò come non mai alla vittoria. Tuttavia, in quel periodo in Francia l'opposizione al conflitto crebbe presso numerosi strati della popolazione: migliaia di parenti di coscritti e soldati di riserva avevano patito la perdita di familiari; le rivelazioni delle torture e indiscriminate brutalità commesse dall'esercito contro la popolazione musulmana provocavano generale riprovazione; infine, era sempre più accettato il principio dell'emancipazione nazionale.
Del pari si moltiplicarono le pressioni internazionali per garantire l'indipendenza all'Algeria; dal 1955 l'Assemblea generale delle Nazioni Unite aveva toccato annualmente la questione algerina e le posizioni del FLN stavano guadagnando consenso. L'apparente intransigenza francese nel risolvere una guerra coloniale che teneva occupata metà delle sue forze armate destava anche preoccupazione negli alleati della NATO. In una dichiarazione del settembre 1959, de Gaulle rivide drasticamente la propria posizione ed espresse il concetto di "autodeterminazione", che considerò decisivo per ottenere un consenso maggioritario in un'Algeria formalmente associata alla Francia. A Tunisi Abbas riconobbe che quanto detto da de Gaulle poteva essere accettabile come base per una negoziazione, ma il governo di Parigi si rifiutò di riconoscere la legittimità del Governo Provvisorio come rappresentante della comunità araba algerina.
Asserendo di essere stati traditi da de Gaulle, i coloni, supportati da unità dell'esercito, organizzarono nel gennaio del 1960 un'insurrezione ad Algeri. Quando la polizia e l'esercito si avvicinarono, i coloni manifestanti eressero barricate per le strade ed espugnarono edifici del governo. Da Parigi de Gaulle fece appello all'esercito di rimanere leale e chiamò i francesi a sostegno della sua politica algerina in un appello televisivo. Gran parte dell'esercito restò fedele al presidente e ad Algeri l'insurrezione venne soffocata.
Il fallimento della rivolta e la perdita di molti leader estremisti che furono imprigionati o trasferiti ad altre aree non dissuase tuttavia i coloni militanti: gruppi di guardie altamente organizzate e ben equipaggiate aumentarono le loro attività terroristiche, dirette sia contro gli arabi sia contro i francesi filo-governativi, man mano che la strada verso una pace negoziata ed un'autodeterminazione dell'Algeria trovava sempre più consensi. Alla ribellione del FLN contro la Francia si aggiunsero guerre civili tra estremisti nelle due comunità, nonché tra gli estremisti e il governo francese in Algeria.

## Le vittime
Su una popolazione di 10000000 di persone, riguardo ai caduti civili, si stima che tra 300000 e il 1000000 di algerini siano stati uccisi, e circa altri 3000000 inviati nei campi di raggruppamenti.
Durante tale conflitto, la Francia inviò nella sua colonia 400000 uomini e la guerra provocò la morte in battaglia di un numero compreso fra i 250000 e i 400000 algerini (anche se per lo Stato algerino i morti furono un milione e mezzo) e costò anche 28500 morti fra i militari francesi, dai 30000 ai 90000 morti fra gli harkis lealisti, dai 4000 ai 6000 fra i civili europei e circa 65000 feriti.

## Filmografia
- Le Petit Soldat, Jean-Luc Godard, Fra, 88' (1963)
- Muriel, ou le temps d'un retour, Alain Resnais e Jean Cayrol, Fra-Ita, 116' (1963)
- Le Vent des Aurès, Mohamed Lakhdar-Hamina, Dz, 95' (1969)
- La battaglia di Algeri, Gillo Pontecorvo, Dz-Ita, 121' (1966)
- Né onore né gloria (Lost Command), Mark Robson, Usa, 123' (1966)
- Avoir vingt ans de les Aurès, René Vautier, Fra, 100' (1972)
- Il giorno dello sciacallo, Fred Zinnemann, Fra-UK, 145' (1973)
- R.A.S., Yves Boisset, Fra-Ita-Tun (1973)
- La Question, Laurent Heynemann, Fra, 112' (1977)
- Le Coup de sirocco, Alexandre Arcady, Fra, 102' (1979)
- L'Honneur d'un capitaine, Pierre Schoendorffer, Fra, 117' (1982)
- Outremer, Brigitte Roüan, Fra, 94' (1990)
- La Guerre sans nom, Bertrand Tavernier, Fra, 240' (1992)
- Les Roseaux sauvages, André Téchiné, Fra, 110' (1994)
- Là-bas... mon pays, Alexandre Arcady, Dz-Fra, 114' (2000)
- La Trahison, Philippe Faucon, B-Fra, 80' (2006)
- Niente da nascondere (Caché), Michael Haneke, Au-Fra-Ger-Ita-USA, 117' (2005)
- Nuit noire, 17 octobre 1961, Alain Tasma, Fra, 120' (2005)
- Cartouches gauloises, Mehdi Charef, Fra, 92' (2007)
- Mon colonel, Laurent Herbiet, Fra, 110' (2006)
- Giorni di guerra (L′Ennemi intime), Florent-Emilio Siri, Fra, 111' (2007)
- Uomini senza legge (Hors-la-loi), Rachid Bouchareb, B-Dz-Fra, 138' (2010)
- Djinns, Hugues e Sandra Martin, Fra, 103' (2010)
- Ici, on noie les algériens, Yasmina Adi, Fra, 90' (2010)
- Un seul héros le peuple, Mathieu Rigouste, Fra, 81' (2020)